# Лабораторна вулиця (Мелітополь)
Лабораторна вулиця — вулиця в Мелітополі. Починається від Молочної вулиці і закінчується глухим кутом. Перед глухим кутом є поворот на інший відрізок Молочної вулиці.
Складається із приватного сектора. Західною стороною межує із транспортним цехом моторного заводу. Покриття ґрунтове. Довжина вулиці — 397 метрів.

## Історія
Лабораторна вулиця вперше згадується в 1939 році як колишні 1-ша та 2-га вулиці Бела Куна. Примітно, що у міжвоєнний період у Мелітополі також були вулиця Бела Куна (до 1921 року — Молочна) та провулок Бела Куна (до 1921 року — Молочний).

## Об'єкти
- Мелітопольська районна лікарня ветеринарної медицини
- Транспортний цех моторного заводу

## Галерея
|                     |                           |                                   |            |
| ветеринарна лікарня | ворота приватного будинку | біля території транспортного цеху | глухий кут |